# Bentivegna de' Bentivegni
Bentivegna de Bentivegni, o de Bentivenghi o Bentivegna (Acquasparta, prima del 1230 – Todi, 25 marzo 1289), è stato un cardinale, vescovo cattolico e francescano italiano.

## Biografia
Nato ad Acquasparta, entrò nell'Ordine dei francescani in giovane età. 
Nel 1259 divenne direttore dell'Ospedale di Todi, gestito dai francescani. Fu cappellano confessore del cardinale Giovanni Gaetano Orsini, il futuro papa Nicola III.
Divenne famoso come predicatore. Nel 1276 fu eletto vescovo di Todi. 
Papa Niccolò III nel concistoro del 12 marzo 1278 lo creò cardinale vescovo di Albano e il 25 settembre 1279 grande penitenziere.
Fu coinvolto nella redazione del decreto Exiit qui seminat di Niccolò III. 
Fu decano del Sacro Collegio a partire dal dicembre 1285. 
Morì a Todi il 25 marzo 1289 e la sua salma fu inumata nella chiesa di San Fortunato a Todi.
Egli è ricordato come l'autore di una raccolta di sermoni e un Veritatis Theologicae Volumen, entrambi scomparsi.

## Conclavi
Durante il suo cardinalato partecipò alla seguenti elezioni pontificie:
- Conclave del 1280-1281, che elesse papa Martino IV
- Conclave del 1285, che elesse papa Onorio IV
- Conclave del 1287-1288, che elesse papa Nicola IV